# Acontia niphogona
Acontia niphogona is een vlinder van de familie van de uilen (Noctuidae). De wetenschappelijke naam van deze soort is voor het eerst voorgesteld als Tarache niphogona door George Francis Hampson in een publicatie uit 1909.
De soort komt voor in tropisch Afrika waaronder Congo-Kinshasa, Oeganda, Kenia, Tanzania, Angola, Zambia, Mozambique en Zimbabwe.